# Moraira
Moraira este un sat turistic aflat pe Costa Blanca Spania, având în jur de 9.500 de locuitori, iar în perioada verii ajungând la 30.000. Moraira este declarat al II-lea nucleu englezesc în Spania după Benidorm, fiind un sat vizitat și asediat de englezi în timpul verii.
Moraira are o istorie veche, încă din secolul al XVIII-lea, atunci fiind doar un mic port.